# Электропоезд серии E5 сети Синкансэн
Электропоезд серии E5 сети Синкансэн — электропоезда, строящиеся для японской сети высокоскоростных железных дорог Синкансэн. Строительство началось с 2009 года, в эксплуатацию был принят 5 марта 2011 года. Сервис получил название Хаябуса. Существуют 2 серии поездов: S11 (предварительное производство, с июня 2009) и U2 (серийное производство, с ноября 2010). Поезда выпускаются для JR East, для использования на линии Тохоку-синкансэн от Токио до Син-Аомори. Изначально, с 2011 по 2013 год, эксплуатационная скорость составляла 300 км/ч, а с 2013 года скорость увеличена до 320 км/ч.

## История
Предварительная серия S11 была поставлена в депо Сендая в мае 2009 года, для проведения испытаний на линии Тохоку-синкансэн. Вагоны с 1 по 5 были построены Hitachi в префектуре Ямагути, а вагоны с 6 по 10 были построены Kawasaki Heavy Industries в префектуре Хёго. Серия S11 впервые появилась на станции Токио 9 декабря 2009 года.
Первая серийная модель U2 была доставлена в депо Сендая в ноябре 2010 года.
На модели Е5 базируется поезд H5 компании JR Hokkaido, имеющий лишь минимальные технические отличия.

## История производства
| Серия | Дата поставки   | Производитель       | Примечания                   |
| ----- | --------------- | ------------------- | ---------------------------- |
| S11   | 15 июня 2009    | Hitachi/Kawasaki HI | Предварительное производство |
| U2    | 13 декабря 2010 | Kawasaki HI         | Серийное производство        |
| U3    | январь 2011     |                     | Серийное производство        |
| U4    | февраль 2011    |                     | Серийное производство        |

## Внешний вид
Внешний дизайн и технологии используемые в поездах данной серии были взяты от прототипа скоростного поезда Fastech 360. Сам поезд серии Е5 был раскрашен в подобной цветовой схеме, а именно, верхняя часть зеленого цвета, нижняя часть белого цвета и оба эти цвета разделены розовой полосой.

## Интерьер
Поезда серии E5 будут иметь сразу 3 класса обслуживания:
Standard — наиболее дешевый класс (вагоны с 1 по 8), расстояние между сидениями 1040 мм.
Green — более роскошный (вагон 9), расстояние между сидениями 1160 мм, ширина места 475 мм, откидывается на угол до 31 градуса. 
Gran Class — самый роскошный (вагон 10), а следовательно самый дорогой класс, расстояние между сидениями 1300 мм, ширина места 520 мм, откидывается на угол до 45 градусов. Серия S11 не имеет данного класса.